# Bromoketoprogesterona
La bromoketoprogesterona (BKP), també coneguda com a 9α-bromo-11-oxoprogesterona (BOP), i coneguda amb la marca provisional Braxarone (Squibb), és una progestina activa per via oral que sembla que no s'hagi comercialitzat.

## Farmacologia

### Farmacodinàmica
Mentre que l'11-cetoprogesterona i l'11β-hidroxiprogesterona estan pràcticament desproveïdes d'activitat proctogènica, l'activitat proctogènica de BKP es restableix i, de fet, és relativament alta. En canvi, la 9α-fluoro-11β-hidroxiprogesterona té una activitat proctogènica molt més baixa amb només unes 8 vegades la de la 11β-hidroxiprogesterona. A més, mentre que la 9α-fluoro-11β-hidroxiprogesterona té efectes mineralocorticoides pronunciats, la BKP no té aquests efectes.
La BKP ha estat descrita com un progestàgen més feble. S'ha utilitzat a dosis de fins a 300 mg per via oral al dia.
A més de la seva activitat com a progestàgen, la BKP té activitat glucocorticoide.

### Farmacocinètica
S'ha revisat la farmacocinètica de BKP.

## Química
-Síntesi
S'han publicat síntesis químiques de BKP.

## Història
Va ser desenvolupat a la dècada de 1950 i, juntament amb els derivats de la testosterona ethisterona, noretisterona, normethandrone i norethandrolone i el derivat de la progesterona acetat d'hidroxiprogesterona, va ser un dels primers progestàgens actius per via oral que es van desenvolupar. De la mateixa manera que altres progestàgens, el BKP s'ha estudiat en el tractament del càncer de mama en dones.  Avaluat el 1959, va ser la primera progestina oral que es va trobar eficaç en el tractament del càncer de mama. Va induir la regressió en el 20% de les dones amb càncer de mama avançat a una dosi de 300 mg/dia per via oral.

## Compostos

### La progesterona
El receptor de progesterona (PR), també conegut com a NR3C3 o subfamília de receptors nuclears 3, grup C, membre 3, és una proteïna que es troba a l'interior de les cèl·lules. És activat per l'esteroide hormona progesterona.
En els éssers humans, la PR està codificada per un únic gen PGR que resideix al cromosoma 11 22, té dues isoformes, PR-A i PR-B, que difereixen en el seu pes molecular. PR-B és el regulador positiu dels efectes de la progesterona, mentre que el PR-A serveix per antagonitzar els efectes del PR-B.